# Lourdes Robles
Lourdes Robles (San Juan, 18 de outubro de 1970) é uma cantora e atriz porto-riquenha. Ela começou sua carreira no final dos anos 1980 na dupla Lourdes y Carlos. Como artista solo, ficou conhecida pela canção "Abrázame fuerte", que alcançou a primeira posição na Billboard Latin Songs em 1990.